# ميلودي فرنسيس
ميلودي فرنسيس (بالإنجليزية: Melody Francis)‏ هي لاعبة الاسكواش أسترالية، ولدت في 29 أغسطس 1985 في Sunbury, Victoria ‏ في أستراليا.

## وصلات خارجية
- ميلودي فرنسيس على موقع SquashInfo.com (الإنجليزية)